# Диброва, Алексей Тимофеевич
Алексей Тимофеевич Диброва (12 ноября 1904 — 21 января 1973) — советский украинский экономико-географ, доктор географических наук, профессор Киевского университета имени Тараса Шевченко; разработал схему экономических районов УССР на основе естественно-исторических особенностей территории.

## Биография
Родился 12 февраля 1904 года в селе Тупичев (Городнянский район), Черниговская область, в семье служащих.
Учился в средней школе в городе Городня, окончил специальную профшколу с углублённым изучением экономики в 1922 году.
В 1927 году с отличием окончил Киевский кооперативный институт, в 1932 году — аспирантуру Харьковского научно-исследовательского института географии и картографии по специальности «экономическая география».
В 1930—1933 годах преподавал в Харьковском финансовом институте и Харьковском институте торговли. В 1933—1934 годах работал доцентом Педагогического института, Военно-политической академии в Ленинграде.
В 1934—1941 годах преподаватель Киевского кооперативного института. В Киевском университете работал с 1934 года доцентом кафедры экономической географии, заведующим отделом экономической географии научно-исследовательского института географии (до 1937 года). По совместительству заведовал кафедрой экономической географии Киевского государственного педагогического института имени М. Горького.
Во время войны учёный работал в эвакуации. В 1941—1942 годах в городе Сталинграде был заведующим кафедрой экономической географии пединститута, а в 1942—1943 годах — заведующим кафедрой экономической географии пединститута и доцентом Одесского университета в Байрамали (Туркменская ССР), куда эти учебные заведения были эвакуированы. В 1942—1943 годах находился в штате Одесского университета, но был отозван в Москву, где работал редактором учебников по географии в издательстве «Советская школа» при Министерстве образования УССР. В 1944 году Алексей Диброва вернулся в Киев.
В 1944—1947 годах работал в Киевском университете на должности директора научно-исследовательского института географии. Заведовал отделом методики географии Научно-исследовательского института педагогики УССР. В 1944—1956 годах занимал должность заведующего кафедрой экономической географии Киевского пединститута.
В 1959—1973 годах заведующий кафедрой экономической и социальной географии Киевского университета. Кандидатская диссертация «Экономико-географическая характеристика Бессарабии (МАРСР)» защищена в 1936 году. Докторская диссертация «География Украинской ССР» защищена в 1959 году. Читал лекции по экономической географии на экономическом факультете и факультетах международных отношений и журналистики Киевского университета. Специалист в области исследования географии хозяйства государства и его регионов, экономического районирования территории УССР, методики преподавания географии. Подготовил десять кандидатов наук.
Был редактором ряда географических изданий, в частности, в 1966—1972 годах — межведомственного сборника «Экономическая география». Учебник Дибровы для средней школы «География СССР» переиздавали 11 раз, в частности в переводе на русский, польский и венгерский язык (1960—1971).
Умер Алексей Диброва 21 января 1973 года. Похоронен в Киеве, на Байковом кладбище.

## Труды
- Природные богатства УССР. — К., 1948;
- Географія Української РСР: Підручник для студентів географічних факультетів університетів і педінститутів України. — К., 1954, 1958, 1982.
- Географія Української РСР: Підручник для середньої школи. — К., 1963;
- Социалистический Донбасс. — К., 1952;
- Украинская Советская Социалистическая Республика. — К., 1954
- Закарпатська область. — К., 1952, 1967;
- Радянська Україна (економіко-географічний нарис). — К., 1962;
- Україна. — К., 1963;